# Капитан Америка (Ultimate Marvel)
Капита́н Аме́рика (англ. Captain America), настоящее имя — Сти́вен «Стив» Ро́джерс (англ. Steven "Steve" Rogers) — супергерой комиксов издательства Marvel Comics, появляющийся в линейке комиксов Ultimate Marvel и представляющий собой альтернативную версию Капитана Америки. Персонаж впервые появился в комиксе The Ultimates #1 (март 2002) и был создан сценаристом Марком Милларом и художником Брайаном Хитчем (на основе оригинальной версии персонажа Джо Саймона и Джека Кирби).

## Биография персонажа
Стив Роджерс вырос в Бруклине во время Великой депрессии. Он был тощим ребёнком, которого защищал от соседских хулиганов его лучший друг Баки Барнс. Ужаснувшись кадрам кинохроники о нацистах в Европе, Роджерс был вдохновлён записаться в армию примерно в то время, когда США вступили во Вторую мировую войну. Однако из-за провала физического теста ему отказали. Отказываясь работать на фабриках, он несколько раз повторно призывался на военную службу. Удача встала на его сторону во время очередного визита в Вербовочный центр, когда военный сержант Дуган завербовал его для проекта «Возрождение», выслушав мольбы Роджерса. После добровольного хирургического вмешательства, лечения стероидами и других экспериментальных методов лечения под наблюдением доктора Эрскина Роджерс стал первым генетически улучшенным суперсолдатом. Во время заключительного лечения он заметил подозрительного солдата, который сосредоточился на нём вместо того, чтобы стоять на страже. Подозрительный человек оказался нацистским шпионом, посланным убить Роджерса в том случае, если он переживёт весь эксперимент. Роджерс помешал ему уничтожить эксперимент, но не прежде, чем шпион убил доктора Эрскина и других солдат, которые пытались остановить его. Полностью посвятив себя американским военным усилиям, Роджерс попрощался со своей возлюбленной Гейл Ричардс, став Капитаном Америкой.
В течение следующих трёх лет он принимал участие во многочисленных тайных операциях, часто в сопровождении Баки, ныне военного фотографа, а иногда и вместе с Джеймсом «Счастливчиком Джимом» Хоулеттом. Во время одной миссии Капитан Америка смог проникнуть на объект Арнима Золы и убить его первого экспериментального монстра, которого Зола окрестил «Зигсолдатом» («Солдатом Победы»). Затем мёртвое тело участника эксперимента упало на Арнима Золу, по-видимому, убив его. Во время одного из своих немногих отпусков он встретился с Гейл, и они провели вместе ночь, в результате чего она забеременела. Позже он вступил в бой с герром Кляйзером, который обладал прототипом атомной бомбы, изготовленной по инопланетной технологии и предназначенной для поражения Белого дома. Капитану Америке удалось добраться до бомбы, когда она была запущена. В успешной попытке остановить его в воздухе он упал в море и пропал, предположительно погиб.

### The Ultimates
Годы спустя Капитан Америка был найден в Северном Ледовитом океане, замороженным в глыбе льда, и его воскресили. Сначала он думал, что Щ.И.Т. — это группа нацистских солдат, которые захватили его в плен, но в конце концов понял, что попал в другое время, увидев современный Нью-Йорк. Он обнаруживает, что его лучший друг Баки Барнс теперь женат на его невесте и что все его близкие мертвы.
Наверстав упущенное в своей новой эре, Капитан Америка становится членом Абсолютных, оперативной группы супергероев, поддерживаемой Щ.И.Т. Вскоре после этого Абсолютные сталкиваются с Халком. Роджерс смог ненадолго уложить Халка во время боя. Когда он собирался ввести Халку противоядие, Халк неожиданно атаковал и сломал иглу, а затем Халк начал избивать Кэпа, пока Тор не пришёл на помощь. После того, как Халк снова стал Бэннером, Кэп нокаутировал его и отправил обратно в Трискелион.
Узнав, что из-за ссор его товарищей по команде Хэнка и Джанет Пим друг с другом Джанет была госпитализирована и чуть не погибла, Роджерс выследил ныне скрывающегося Хэнка Пима в баре и вступил с ним в бой, выйдя победителем. Затем он приносит Джанет цветы и другие подарки, но её не позабавили его действия, и она отвергла его подарки. Вскоре Роджерс обнаружил, что его заклятый враг, герр Кляйзер, пережил Вторую мировую войну и является солдатом-инопланетянином. Вот почему ему всегда казалось, что он выживает, и Кэп сказал, что он убил Кляйзера «дважды». Когда Кляйзер появился вновь, он и Капитан Америка возобновили свою вражду. Во время вторжения читаури Роджерс сражался с Кляйзером в бою, но не смог победить его из-за его способностей к регенерации. Когда Халк был брошен в их битву, Капитан Америка убедил Халка, что Кляйзер «приставал к Бетти», в результате чего Халк изувечил, а затем съел герра Кляйзера. После успешной битвы с читаури Роджерс станцевал с Джанет Пим, и отношения между ними расцвели. Позже отношения испортились, поскольку личность Роджерса 1940-х годов создала разницу поколений между ним и Осой, заставив её тайно вернуться к своему бывшему мужу.

### Ultimate War
Во время событий Ultimate War, Абсолютные сражаются с Людьми Икс после того, как Магнето был найден живым, а члены Братства мутантов взорвали Бруклинский мост. Щ.И.Т. полагает, что Люди Икс объединились с Братством. Затем Капитан Америка клянётся, что убьёт Магнето. Позже Людей Икс подставляют, чтобы всё выглядело так, будто они объединились с Магнето. Абсолютным при поддержке многочисленных агентов Щ.И.Т. удаётся захватить Людей Икс, и Щ.И.Т. берёт профессора Ксавьера под стражу.

### Ultimate Six
Во время сюжетной арки Ultimate Six Капитан Америка возглавляет Абсолютных в арестах Электро и Крейвен-охотника. Позже эти двое — вместе с Песочным человеком, Доктором Осьминогом и Зелёным гоблином — сбегают из Щ.И.Т. Он приходит в сильное уныние, когда узнаёт, что все эти злодеи были результатом попытки воспроизвести сыворотку Суперсолдата. Во время нападения на лужайку Белого дома Капитан Америка боролся с Человеком-пауком, и ни один из них не смог победить друг друга. Затем он объяснил правду Человеку-пауку, что его тётя была в безопасности с Щ.И.Т. Затем Капитан Америка сразился с Зелёным гоблином, нанеся ему несколько ударов, но не получив ни одного. Абсолютные и Человек-паук побеждают пятерых злодеев, и их снова берут под стражу.

### The Ultimates 2
Кэп и Абсолютные позже подверглись критике со стороны прессы и общественности из-за убеждения, что Тор раскрыл то, что Брюс Бэннер действительно был Халком. На встрече с Тором Тор упомянул тот факт, что Капитан Америка убил много людей и всё ещё ходит в церковь, сказав, что он запутался в своей морали. Абсолютные сразились с Тором и в конце концов захватили его, когда Ртуть снял с него пояс силы. С тех пор Абсолютные стали участвовать во внешних делах, где Америка пыталась контролировать ядерные ресурсы стран Третьего мира.
Действия Абсолютных привели к тому, что страны Третьего мира сформировали свою собственную сверхчеловеческую команду, получившую название Освободители. Чёрная вдова подставила Капитана Америку за убийство семьи Соколиного глаза и его поспешно обезвредили и арестовали, когда он навещал Баки в поисках утешения после того, как его отношения с Джанет Пим закончились для него горько. Он был заключён в тюрьму в Трискелионе. Когда Освободители напали на США, он был освобождён Осой и победил множество копий Шизоидного человека вместо того, чтобы убить его во время побега из тюрьмы. Вскоре он и Оса добрались до Белого дома, где встретились с Соколиным глазом, Ником Фьюри, Алой Ведьмой и Ртутью. Капитан сразился со своей версией из Освободителей, Полковником, и вышел победителем после того, как нанёс полковнику удар в грудь одним концом энергетического меча с двойным лезвием, который использовал Полковник.
После того, как Освободители потерпели поражение, Стивен Роджерс мрачно посмотрел на тело Полковника, которое уносил Щ.И.Т., и подумал о том, что он сказал ему о нынешней роли Америки в мире. Видя, что сотрудничество Абсолютных с правительством США, «охраняющим» мир, приведёт к результатам, аналогичным их битве против Освободителей, Роджерс и его команда решили покинуть Щ.И.Т. и вместо этого продолжить работу в качестве независимой команды.

### После Освободителей
После короткой оккупации Освободителями Капитан Америка помогал в восстановлении Нью-Йорка, пока не узнал, что его старый нацистский враг Арним Зола не умер; вместо этого ООС спасло его, чтобы использовать его интеллект в послевоенной программе суперсолдат. Позже они нанесли составили карту его мозга и создали из него искусственный интеллект, прежде чем опухоли, которые у него были, смогли ухудшить его разум. Группа белых выживальщиков под названием «Мародёры» напала на военную базу, где содержался искусственный интеллект Арнима Золы, и украла эти разведданные вместе с некоторым другим оружием. Кэп пришёл в ярость от этого и немедленно отправился с Соколом в Миссури, чтобы остановить мародёров и Золу. Арним Зола затем смог убедить лидера «Мародёров» разрешить Золе экспериментировать на Капитане Америке, чего он пока не знает. Зола мутировал человека, пока он не стал примерно 20 футов (6,1 м) в высоту, и установил на него броню (и искусственный мозг Золы) с голограммой Золы, проецируемой из груди. Затем он взял контроль над «Мародёрами» и заставил их собирать людей для своих экспериментов. Как только они нашли лагерь Мародёров, Кэп сдерживал мародёров и нового монстра, Золы Зигсолдата-Икс, пока Сокол освобождал заключённых. Вместе с освобождёнными заключёнными они разорвали Зигсолдата-Икс на части, пока не остался только искусственный интеллект Арнима Золы, после чего Капитан Америка обрушил опорную стойку на ИИ Золы, окончательно положив конец нацизму.

### The Ultimates 3
Перед событиями нападения Освободителей Стив подружился с Т’Чаллой, Чёрной пантерой, и обучал его, готовясь сделать его членом Абсолютных. Как заместителю руководителя команды, Роджерсу было неудобно работать с человеком, о котором он так мало знал. После того, как Стив с тревогой обнаружил, что горло Т’Чаллы было сильно повреждено и что эти травмы вызвали его немоту, он надавил на Фьюри для получения дополнительной информации. Фьюри солгал о происхождении шрамов Т’Чаллы и об истории Т’Чаллы с программой «Оружие Икс», а также сказал ему, что всё связанное с «Чёрной пантерой» было засекречено.
Капитан Америка в конце концов установил связь с Т’Чаллой и узнал о желании этого человека вернуться в Ваканду, чтобы повидаться со своим отцом. Поскольку никто, кроме Кэпа, никогда не видел истинного лица Т’Чаллы, он решил занять его место в Абсолютных, дав настоящей Чёрной пантере шанс вернуться домой.
После того, как Абсолютные разошлись с Щ.И.Т., Роджерс тайно принял личность Чёрной пантеры. В конце концов его секрет раскрылся, когда Джаггернаут буквально выбил с него костюм Роджерса. Железный человек и Оса прибыли со щитом и униформой Кэпа. Затем он повёл Абсолютных в битву против их роботов-двойников.

### Ultimatum
Капитан Америка утонул, когда огромная волна Магнето обрушилась на Нью-Йорк. Находясь в Вальхалле, Тор появился, чтобы спасти жизнь своей любви, Валькирии, и обменял свою собственную жизнь на Валькирию и Стива Роджерса. Затем Кэп возглавил команду Абсолютных, в то время как Джин Грей возглавила команду Людей Икс против Магнето и поклялась не допустить, чтобы жертва Тора была напрасной. Магнето был побеждён, и мир начал своё восстание против мутантов.

### ПослеUltimatum
Вскоре после победы над Магнето Капитан Америка, Железный Человек и военные ищут выживших в руинах Нью-Йорка. Капитан Америка находит Человека-паука без маски среди обломков и выкапывает его. Позже, когда Люди Икс роют могилы для павших, прибывают Саблезубый, Мистик и Сборка, утверждая, что они пришли отдать дань своего уважения. Однако Джин Грей обвиняет их в разрушении, и завязывается драка. Прибывает Капитан Америка, обезглавливая Сборку и заявляя, что он также пришёл отдать дань уважения павшим Людям Икс.

### Красный Череп и Мстители
Спустя месяцы после Ultimatum Капитан Америка и Соколиный глаз в здании Бакстера сражались с группой террористов А.И.М., которые крали ценные и мощные технологии здания. После победы над большинством террористов Кэп столкнулся с Красным Черепом, который легко победил его. Затем Красный Череп шокирует Роджерса, раскрыв, что он является его собственным сыном, прежде чем выбросить его из вертолёта, после чего Кэпа спас Соколиный глаз.
Узнав, что слова Красного Черепа в его адрес были правдой и что его мать — Гейл Ричардс, Капитан Америка решил лично противостоять своему сыну, в ходе чего он ушёл из Абсолютных и напал на агентов Щ.И.Т. в процессе. Позже Роджерс проник в компьютерную базу данных армии и узнал правду о Красном Черепе. Некоторое время спустя Капитан Америка был в Париже, Франция, по своим собственным причинам. Роджерс создал заговор, в котором он запряг бы Абсолютных Ника Фьюри, которые шли за ним, чтобы захватить его, индикаторами, и который позволил бы ему позже найти своего сына, которого Мстители также преследовали. Кэп сражался с Мстителями, сумев победить их всех. Впоследствии он был усмирён и захвачен Мстителями. Однако всё это было частью его плана добраться до Красного Черепа, так как во время боя Кэпу удалось поместить индикаторы на Воителя, Красную Осу и Чёрную вдову.
Спасаясь от французских охранников Щ.И.Т., Кэп прыгнул в теле-самолёт (реактивный самолёт, который телепортируется), направляясь туда, где Мстители сражались с Красным Черепом, на Аляску. Когда он прибыл, Красный Череп, который владел Космическим Кубом, обезвредил реактивный самолёт Роджерса. Однако Кэп приказал Соколиному глазу сообщить координаты положения Красного Черепа, по которым он заставил реактивный самолёт телепортироваться к Красному Черепу и смертельно пронзить своего сына носом теле-самолёта. После того, как Красный Череп был заключён под стражу, эмоциональный Роджерс стал свидетелем того, как Гейл Ричардс ненадолго воссоединилась с её умирающим сыном.

### New Ultimates
Стив Роджерс в настоящее время является членом Новых Абсолютных и помог Валькирии, Зарде, Железному человеку и Соколиному глазу отбить атаку Защитников, которым удалось украсть молот Тора, прежде чем они отступили.

### СерияUltimate Captain America
Роджерс узнаёт, что проект «Капитан Америка» был поддержан после того, как он пропал во время Второй мировой войне. Более агрессивный преемник был выбран для операций США во время войны во Вьетнаме. «Капитан Америка 1960-х» (по имени Фрэнк Симпсон) вернулся и недоволен возвращением Кэпа времён Второй мировой войны и стремится стать единственным действующим Кэпом. Вместо того чтобы убить Роджерса, Симпсон избивает его до потери сознания. Стив приходит в себя два дня спустя во французской больнице, где директор Щ.И.Т. Дэнверс рассказывает ему о Симпсоне.
Предыстория Фрэнка Симпсона похожа на обстоятельства Стива Роджерса. Охваченный националистической гордостью, он попытался вступить в армию США, чтобы служить за границей, но из-за его первоначального физического роста ему отказали. Затем его вводят в секретную программу, аналогичную программе «Проект: Возрождение». Из-за того, что формула Сыворотки Суперсолдата умерла вместе со смертью доктора Абрахама Эрскина, он прошёл через болезненную комбинацию стероидов, а также физическую и психологическую подготовку, чтобы подготовиться к своему назначению. Дэнверс рассказывает, что изначально Симпсон был вне себя от радости, когда он служил своей стране, и на его счёту большое количество вражеских потерь. Но затем психологическое давление на него начало ослабевать, и после операции по программе «Феникс» он просто исчез.
Роджерс, почувствовав, что Кэрол сказала ему это для того, чтобы все выглядело так, будто он ушёл в самоволку, обезвредил Дэнверс и отправился выслеживать Фрэнка Симпсона. Оказавшись во Вьетнаме, Роджерс начинает поиски Симпсона, в результате чего ему рассказывают о секретной деревне глубоко во вьетнамском лесу. К сожалению, источник этой новости вместе с остальной частью деревни синтезирует Сыворотку Суперсолдата с помощью крови Симпсона, протекающей через них, и Стив схвачен и взят в плен. День за днём его подвергают физическим и психологическим пыткам, а Симпсон пытается промыть ему мозги антиамериканскими обличительными речами.
Однажды двое сотрудников Щ.И.Т., посланных спасать Стива, были схвачены и позже казнены, потому что их приняли за убийц. Стив, увидев это, начинает молиться, и Симпсон решает предаться своим убеждениям, прежде чем казнить его. Затем страница становится чёрной, когда Симпсон входит, чтобы казнить Стива, но со звуком физической боли, исходящим из тюремной камеры.
Звук боли был результатом крика Фрэнка после того, как Стив брызнул ему прямо в глаза змеиным ядом. После продолжительной рукопашной схватки со спором о морали Стив смог одержать победу над Симпсоном. Осознавая тот факт, что он был окружён вооружёнными жителями деревни с Сывороткой Суперсолдата, текущей в их венах, он предупреждает их, что если они будут упорствовать в стремлении убить его, он будет обращаться с ними как с вражескими бойцами и не проявит к ним милосердия. После капитуляции жителей деревни, спасения со стороны Щ.И.Т. и некоторого времени на восстановление сил, Стива видят за пивом с Соколиным глазом, где он говорит Соколиному глазу, что не знал, выберется ли он из этих джунглей живым, и это Бог послал ему кобру. Соколиный глаз намекает, что Дьявол невозможен. Чувствуя необходимость направить Фрэнка по правильному пути, Роджерс навещает Симпсона в Трискелионе, где тот находится в больнице под наблюдением, и начинает читать ему Библию.

### Ultimate Comics Ultimate
Абсолютный Кэп в значительной степени отсутствует во время серии событий, инициированных Ридом Ричардсом, приведших к разрушению Вашингтона и смерти президента Барака Обамы. Он возвращается, чтобы помочь новому президенту Говарду во время событий «Divided they Fall». США находятся на грани гражданской войны, поскольку некоторые Штаты решают покинуть Союз, а легитимность президента Говарда ставится под сомнение.
Капитан Америка берёт на себя роль президента США после того, как был внесён в список кандидатов в выпуске 16, и воссоединяет воюющие штаты Америки.

### Возвращение
Когда Творец сотрудничал с Высшим Эволюционером, чтобы уничтожить Сверхпоток, который разделял разные вселенные, чтобы объединить их в одну реальность, члены Абсолютных Капитан Америка, Железный человек, Человек-Гигант, Оса и Халк были возрождены, чтобы они помогали Вечности сражаться с Первым Небосводом. Когда версия Абсолютных с Земли-616 прибыла на Контр-Землю, чтобы противостоять Творцу из-за его действий, он приказал Абсолютным с Земли-1610 атаковать. Поскольку обе версии Абсолютных пришли к выводу, что нет причин сражаться друг с другом, Творец убил Капитана Америку с Земли-1610 за то, что он не подчинился его приказам.
Капитан Америка позже оказывается живым с Абсолютными, когда показывают, что Земля-1610 была воссоздана.

## Силы и способности
Как и его версия с Земли-616, Абсолютный Капитан Америка прошёл процедуру суперсолдата, которая превратила его в первого суперсолдата Америки. Однако, в отличие от его версии с Земли-616, физические характеристики Абсолютного Капитана Америки были увеличены до сверхчеловеческих, а не до пика человеческих уровней. В ряде случаев персонажи описывали его силу как увеличенную (Ник Фьюри описал его как способного делать жим лёжа с использованием Toyota). Его показывали гнувшим сталь голыми руками, ловящим дерево, которое было достаточно тяжёлым, чтобы раздавить джип. Он также показан прыгающим на большие расстояния, а Абсолютный Красный Череп, когда ему было четырнадцать и учёные сказали ему, что у него способности, сравнимые с его отцом, мог бегать рядом с мотоциклом.
Также показано, что Капитан Америка обладает быстрым исцелением (хотя и не таким мощным, как у Росомахи и Саблезубого). В «Blade vs. the Ultimates» в воспоминаниях Кэпа показано, как учёные говорят, что он может заживлять огнестрельные и ножевые ранения за несколько часов. Сам Кэп в первом томе «Ultimates» говорит, что он может залечивать сломанные кости примерно за один или два дня.

## Другие версии

### Secret Wars(2015)
Во время сюжетной линии Secret Wars вариация Абсолютного Капитана Америки обитает в Мире Битв в Королевстве Манхэттен, где он также сосуществует с вариацией своей версии с Земли-616.

## Вне комиксов

### Телевидение
- В мультсериале «Мстители: Величайшие герои Земли» скрулл, который заменяет Капитана Америку, носит форму Абсолютного Капитана Америки.

### Кино
- Капитан Америка появляется в мультфильмах «Ultimate Мстители» и «Ultimate Мстители 2», снятых по мотивам Абсолютных, где его озвучивает Джастин Гросс.
- В фильме «Первый мститель» элементы взяты из Ultimate-версии, например, Баки защищает его от хулиганов и знает его с детства, жизнь в Бруклине, а части его костюма включены в униформу из фильма. Его характеризация больше соответствует его традиционной более доброй версии.
- Элементы Ultimate-костюма также появляются в модернизированном костюме в «Мстителях».
- В фильме 2014 года «Первый мститель: Другая война» Капитан Америка выпрыгивает из квинджета без парашюта, что является оммажем к первому выпуску The Ultimates.
- В фильмах «Мстители: Эра Альтрона» и «Первый мститель: Противостояние» костюм Капитана Америки был более модернизирован и модифицирован на основе его униформы Золотого века, а также У.Д.А.Р.-униформы. Однако его костюм был убран в связи с ратификацией Заковианского договора. В этой версии униформы отсутствуют электромагниты, а вместо них используются более традиционные ремни.

### Видеоигры
- Ultimate-костюм является скином Капитана Америки по умолчанию в видеоигре Marvel: Ultimate Alliance, и он также используется в роликах игры.
- Абсолютный Капитан Америка появляется с Абсолютными после того битвы Человека-паука с Зелёным гоблином в Spider-Man: Battle for New York.
- В видеоигре Marvel Avengers: Battle for Earth Капитан Америка носит Ultimate-костюм, хотя крылья от шлема его основной версии также присутствуют.